# Женитьба (фильм, 1977)
«Женитьба. Совершенно невероятное событие в двух действиях» — советский художественный фильм по одноимённой пьесе Н. В. Гоголя.

## Сюжет
Поддавшись назойливым уговорам своего друга Кочкарёва, немолодой надворный советник Подколёсин сватается к перезрелой купеческой дочери Агафье Тихоновне. Наряду с ним к Агафье одновременно сватаются ещё трое женихов при помощи свахи Фёклы Ивановны. Кочкарёв, решивший во что бы то ни стало женить Подколёсина, отваживает остальных женихов. Кажется, что дело уже сделано. Но в самый последний момент нерешительный горе-жених Подколёсин сбегает из-под венца через окно.

## В ролях
- Светлана Крючкова — Агафья Тихоновна Купердягина, купеческая дочь, невеста
- Алексей Петренко — Иван Кузьмич Подколёсин, надворный советник, жених Агафьи Тихоновны
- Олег Борисов — Илья Фомич Кочкарёв, друг Подколёсина
- Владислав Стржельчик — Иван Павлович Яичница, экзекутор, один из женихов
- Борислав Брондуков — Никанор Иванович Анучкин, отставной пехотный офицер, один из женихов
- Евгений Леонов — Балтазар Балтазарович Жевакин, отставной моряк, один из женихов
- Майя Булгакова — Арина Пантелеймоновна, тётка Агафьи Тихоновны
- Валентина Талызина — Фёкла Ивановна, сваха
- Тамара Гусева — Дуняшка, прислуга в доме Купердягиных
- Николай Пеньков — Степан, слуга Подколёсина

## Съёмочная группа
- сценарий и постановка Виталия Мельникова
- главный оператор — Юрий Векслер
- главный художник — Белла Маневич
- композитор — Олег Каравайчук
- звукооператор — Константин Лашков
- редактор — Александр Бессмертный
- режиссёр — Валерий Апананский
- оператор — А. Насыров
- костюмы О. Коковкиной
- грим О. Смирновой
- монтаж Зинаиды Шейнеман
- декораторы: В. Орлов, Юрий Смирнов
- мастер света — В. Егоров
- директор картины — Виктор Бородин